# Eopolycotylus
Eopolycotylus là một chi thằn lằn cổ rắn, được Albright mô tả khoa học năm 2007.